# ウサギマル
合同会社ウサギマル（英文表記：Inc usagimaru）は、東京都渋谷区に社を置くクリエイティブ・プロダクション。

## 事業内容
大森研一監督を中核として劇場映画、ドラマ、TVCM、音楽制作などの企画・制作を事業としている。

## 作品

### 映画
- 『瀬戸内海賊物語』（2014年、松竹）製作・制作
- 『ポプラの秋』（2015年、アスミック・エース）制作協力
- 『海すずめ』（2016年、アークエンタテインメント）製作・制作
- 『やっさだるマン』（2018年、スターキャット）製作・制作
- 『ふたつの昨日と僕の未来』（2018年、キャンター）製作・制作
- 『未来へのかたち』（2019年）製作・制作

### テレビドラマ
- 水木しげるのゲゲゲの怪談 : 『不死鳥を飼う男』(脚本、演出、編集) （2013年8月31日フジテレビ）テレビ朝日映像
- 水木しげるのゲゲゲの怪談 : 『妖怪枕返し』(脚本、演出、編集) （2013年8月31日フジテレビ）テレビ朝日映像

### テレビ番組
- 日本ものづくり大賞～受賞者たちの挑戦～ : BS-TBS制作

### 主なTVCF
- スカパー! : ミニショット番組制作

## 主な所属作家

### 演出家・脚本家
- 大森研一